# Tschikoi
Der Tschikoi (russisch Чико́й, mongolisch Цѳх гол Tsöch gol) ist ein 769 Kilometer langer rechter Nebenfluss der Selenga im russischen Transbaikalien sowie entlang dessen Grenze zur Mongolei. Der Tschikoi ist der bei weitem wasserreichste Nebenfluss der Selenga.

## Verlauf
Der Tschikoi entspringt in etwa 1800 m Höhe an der Südostflanke des Tschikokongebirges. Dieser südöstliche Ausläufer des Daurischen Gebirges trägt in diesem Bereich Hochgebirgscharakter mit Höhen über 2.500 Meter; oberhalb der Quelle des Tschikoi erhebt sich der Tschikoiski Golez (2334 m). Zunächst fließt der Tschikoi in nordöstlicher Richtung. Sein Tal bildet die Grenze zwischen dem Daurischen und dem südöstlich gelegenen Westteil des Borschtschowotschnygebirges. Dann wendet sich der Fluss nach Norden, durchschneidet den hier noch 1.600 bis 2.000 Meter hohen Hauptkamm des Daurischen Gebirges sowie das gleich hohe Tscherskigebirge (nicht zu verwechseln mit dem gleichnamigen Tscherskigebirge in Nordostsibirien).
Weiter nördlich wendet sich der Fluss scharf in westliche bis südwestliche Richtung. Er fließt hier auf dem Territorium der Region Transbaikalien, erreicht später die autonome Republik Burjatien und die Grenze zwischen Russland und der Mongolei (Selenge-Aimag), der er über mehr als 100 Kilometer folgt. Etwa 30 Kilometer westlich von Kjachta wendet sich der Tschikoi wiederum nach Norden und mündet schließlich bei Nowoselenginsk, etwa 25 Kilometer südwestlich von Gussinoosjorsk bei 535 m Höhe in die Selenga, den größten Zufluss des Baikalsees.
Insbesondere im Unterlauf bildet der Fluss Mäander und viele Arme. Bedeutendster Nebenfluss ist die 337 Kilometer lange Mensa (russisch Менза, mongolisch Минж гол/Mindsch gol), daneben Tschikokon, Aza, Katanza (Ar-Chadants gol) und Chuderiin gol (auch Chudriin gol; alle von links).

## Hydrographie
Das Einzugsgebiet des Tschikoi umfasst 46.200 km². In Mündungsnähe erreicht der Fluss eine Breite bis 200 Meter und drei Meter Tiefe; die Fließgeschwindigkeit beträgt 1,3 m/s.
Der Tschikoi gefriert von Ende Oktober/November bis April/Anfang Mai. Dabei kann er im Oberlauf abschnittsweise bis zum Grund durchfrieren.
Die mittlere Wasserführung beträgt bei Poworot, etwa 20 Kilometer oberhalb der Mündung 274 m³/s, bei einem minimalen monatlichen Mittel von 17,7 m³/s im März und einem maximalen monatlichen Mittel von 712 m³/s im August. Während der gesamten Sommer- und Herbstmonate führt der Tschikoi Hochwasser.

## Infrastruktur
Der Tschikoi ist im Unterlauf, etwa ab der mongolischen Grenze, schiffbar.
Am Mittel- und Unterlauf gibt es viele kleinere Ortschaften, jedoch direkt am Fluss keine Städte. Nahe der Mündung verläuft die Fernstraße A340 von Ulan-Ude nach Kjachta und zur mongolischen Grenze. Zu den Orten am Mittellauf des Flusses um Krasny Tschikoi und den Kurort Jamarowka führen zwei, den nördlich des Flusses gelegenen Mittelgebirgskamm (Malchangebirge) überquerende Straßen: die Regionalstraße 76К-018 von Baljaga bei Petrowsk-Sabaikalski sowie eine weitere, unbefestigte nach Chilok.